# 도굴

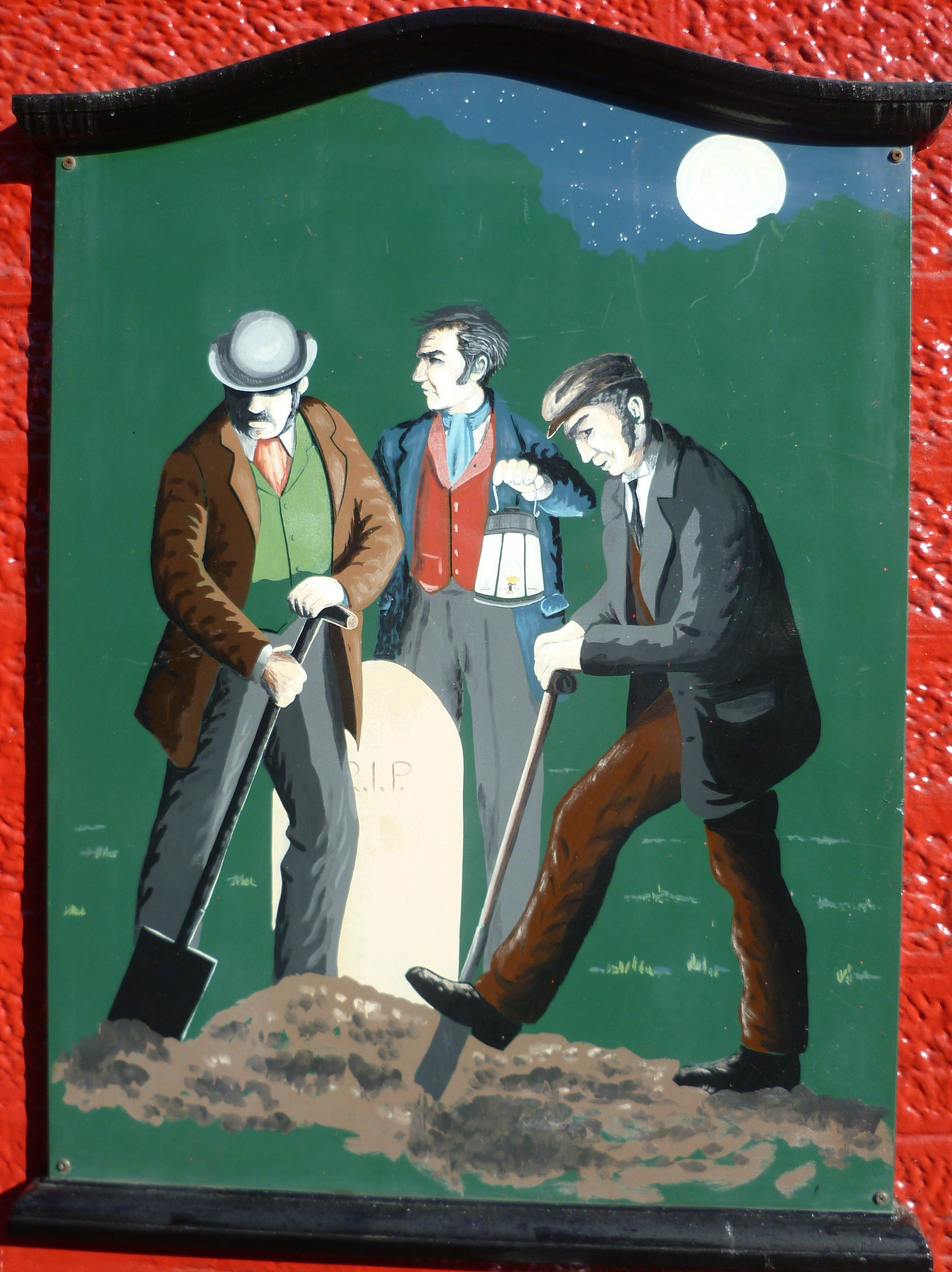

도굴(盜掘)은 일반적으로 정당한 권리가 없음에도 불구하고 토지를 굴착하고 거기에서 얻은 재물을 절취하는 행위이다.

## 개요
도굴이라는 것은 그 시대, 지역 각각의 윤리관, 가치관, 종교관, 지위나 입장에 따라 다른 양상이 될 수 있다. 문화재의 기원을 밝히기 어렵게 만드는 범죄행위다.

## 같이 보기
- 도둑